# Литвинов Максим Максимович
Макси́м Макси́мович Литви́нов (Меїр Генох Мойсейович Ва́ллах (-Фінкельштейн)) (англ. Meir Henoch Mojszewicz Wallach-Finkelstein), псевдоніми: Папаша, Максимич, Фелікс і ін.; 5 (17) липня 1876, м. Білосток Гродненської губернії, Російська імперія (нині в Польщі) — 31 грудня 1951, Москва, СРСР) — комуніст (більшовик), радянський дипломат і державний діяч. Член ЦВК СРСР 2—7 скликань, депутат Верховної Ради СРСР 1—2 скликань. Член ЦК ВКП(б) (1934—1941).

## Біографія
Народився в родині службовця. Навчався в єврейському хедері, а згодом в реальному училищі Білостока. Закінчив у 1894 році екстерном курс реального училища, поступив вільнонайманим в російську армію, служив у місті Баку в складі 17-го Кавказького піхотного полку.
Після демобілізації в 1898 році працював кореспондентом-бухгалтером заводу прядивних виробів Кантарова в місті Клинці. 
Член РСДРП з 1898 року.
У 1899—1901 роках — помічник завідувача будівельної контори Гінзбурга в Києві. У 1900 році — член Київського комітету РСДРП. Налагодив підпільну друкарню, в якій друкував агітаційні брошури та листівки. У 1901 заарештований, в 1902 — один з організаторів і учасників втечі 11 «іскрівців» з Лук'янівської в'язниці Києва.
Емігрував до Швейцарії. Брав участь в поширенні газети «Іскра» як агент, що відає транспортуванням газети в Росію; член Адміністрації Закордонної ліги російської революційної соціал-демократії. Після 2-го з'їзду РСДРП (1903) вступив до лав більшовиків, хоча, за його визнанням, особисті симпатії пов'язували його тоді з меншовиками Л. Д. Троцьким, П. Б. Аксельродом, В. І. Засулич, Ю. О. Мартовим.
Навесні 1904 нелегально приїхав до Росії, їздив по країні у партійних справах. Був членом Ризького, Північно-західного комітетів партії і Бюро комітетів більшості.
Делегат 3-го з'їзду РСДРП (1905); брав участь в організації першої легальної більшовицької газети «Нове життя» в Петербурзі: відповідав за видавничу діяльність газети, яку формально видавала М. Ф. Андрєєва, а керував роботою Максим Горький. Видавництво знаходилося в будинку Лопатіна, у листопаді — грудні 1905 року В. І. Ленін бував у видавництві практично щодня.
Під час революції 1905—1907 років Литвинов займається закупівлею та постачанням в Росію зброї для революційних організацій. Для цього він організував в Парижі спеціальне бюро за допомогою більшовика Камо і декількох інших кавказьких товаришів. Влітку 1905 року на острові Наргила поблизу Ревеля Литвинов готує приймання британського пароплава John Grafton, наповненого зброєю і динамітом. Пароплав не дійшов до місця призначення, бо наскочив на мілину. У 1906 році, закупивши велику партію зброї для кавказьких революціонерів, Литвинов за допомогою македонського революціонера Наума Тюфекчієва доставив її до Болгарії в Варну. Для подальшого перевезення зброї по Чорному морю на Кавказ Литвинов купив у місті Рієка яхту. Однак відправлена Литвиновим яхта через шторм сіла на мілину біля румунського берега, команда розбіглася, а зброю розтягнули румунські рибалки. Через катастрофу суден ці два випадки стали відомі, проте скільки кораблів зі зброєю дійшли до місця призначення, залишається таємницею.
З 1907 жив в еміграції. У 1907 був секретарем делегації РСДРП на міжнародному соціалістичному конгресі в Штутгарті. У 1908 році заарештований у Франції у зв'язку зі справою про розбійний напад в Тіфлісі, скоєний більшовиком Камо в 1907 (намагався розміняти купюри, викрадені під час пограбування). Франція висилає Литвинова до Великої Британії, де він провів десять років.
За сприяння директора Лондонської бібліотеки Чарльза Райта Литвинов отримав роботу у видавничій компанії «Вільямс анд Норгейт» (англ. Williams and Norgate). У 1912 році Литвинов жив у Лондоні в будинку № 30 по Харрінгтон-стріт. Був секретарем лондонській групи більшовиків і секретарем Герценівський гуртка.
У червні 1914 році він стає представником ЦК РСДРП в Міжнародному соціалістичному бюро. У лютому 1915 виступав від імені більшовиків на міжнародній соціалістичній конференції в Лондоні.

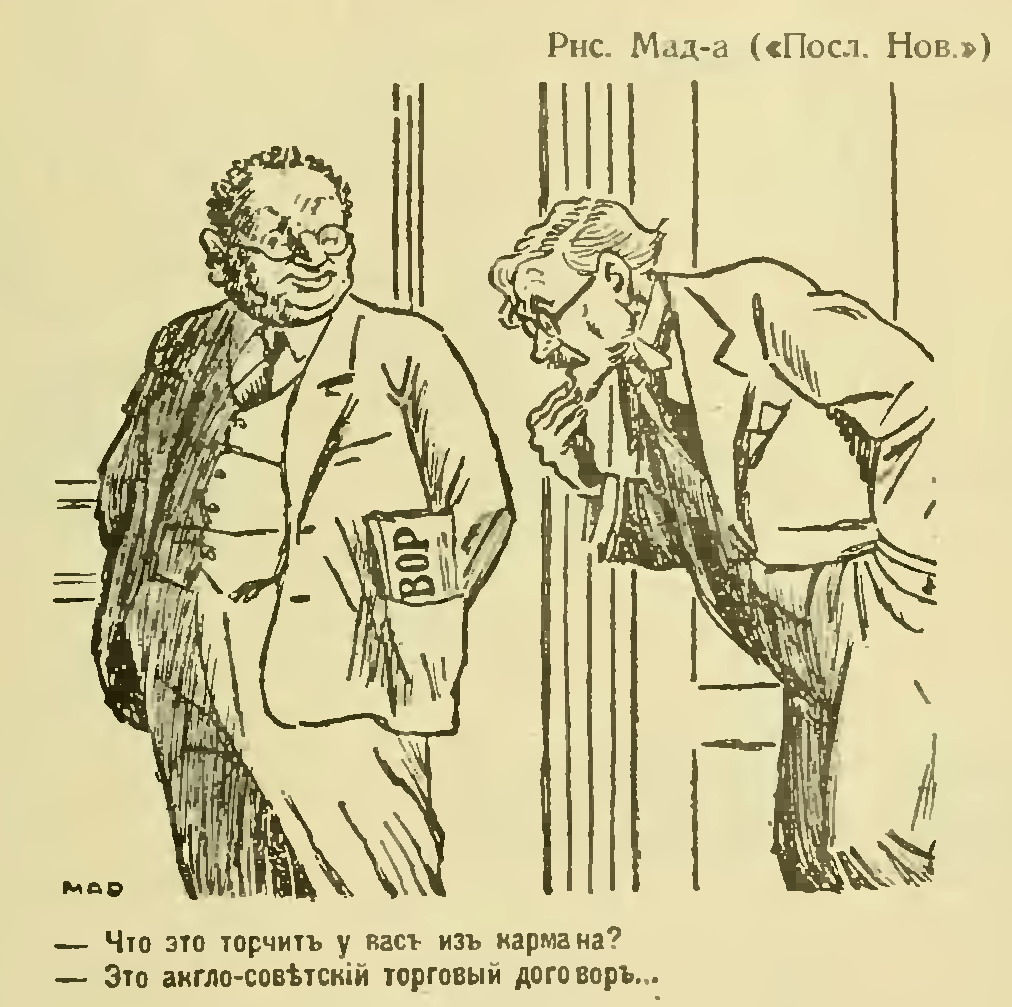
Карикатура на Литвинова із російської емігрантської газети 1930-х років

### Дипломатична діяльність

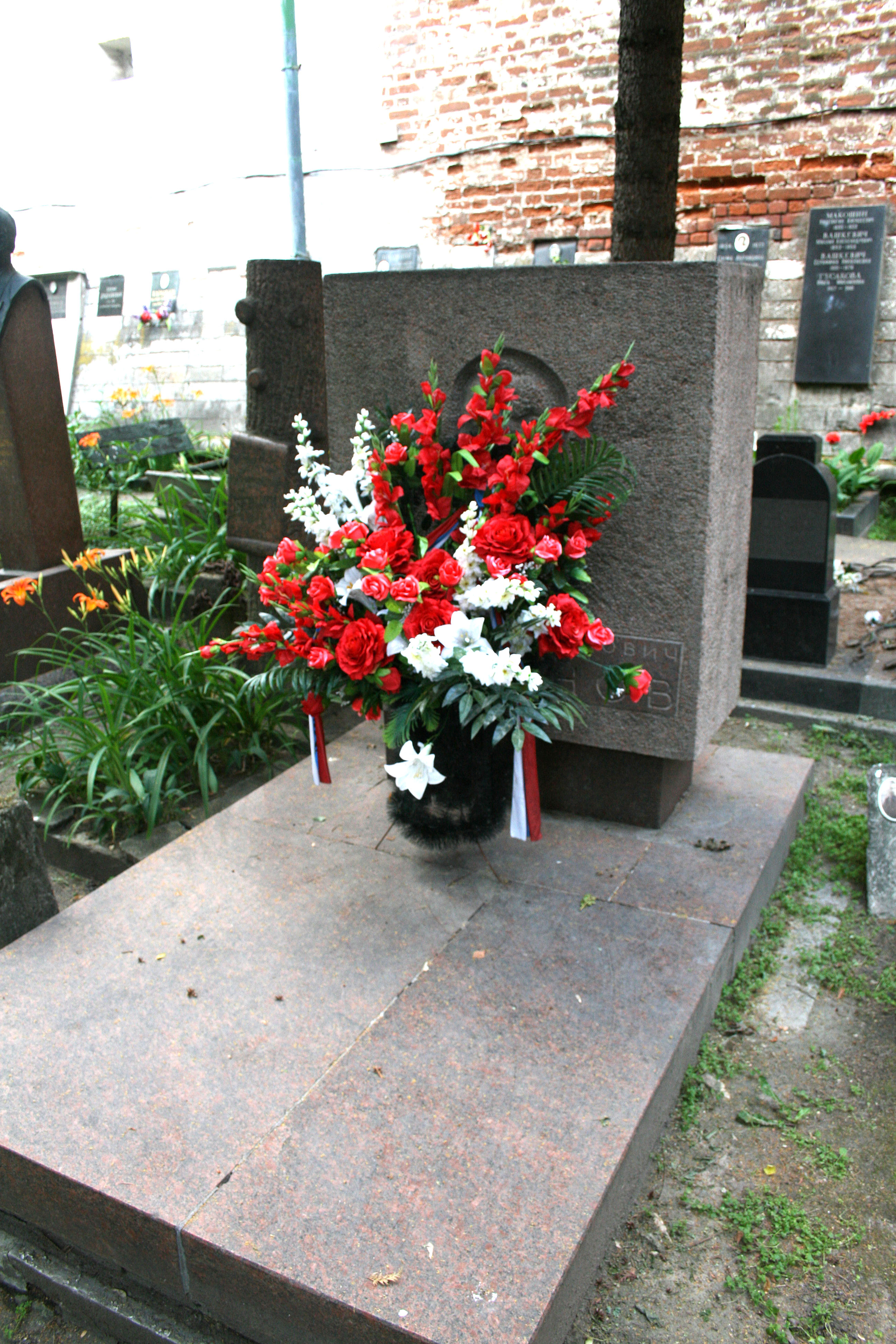
Могила Литвинова на Новодівочому цвинтарі в Москві

З січня по вересень 1918 року — дипломатичний представник Радянської Росії у Великій Британії (з січня 1918 року — уповноважений НКЗС Російської РР, з червня 1918 року — повноважний представник Російської РР).
Спочатку Британський уряд не визнавав його повноважень офіційно, але підтримував з Литвиновим неофіційні контакти, виділивши для цього одного з чиновників МЗС Рекса Ліпера (Reginald Leeper), через якого Литвинов міг передавати все, що вважатиме необхідним.
У січні 1918 року британський уряд направив у Радянську Росію свого представника Роберта Брюса Локкарта. На прохання їх спільного друга Ф. А. Ротштейна Литвинов написав для Локкарта рекомендаційний лист до Троцького, в якому наголошувалося:
 Товаришу Троцькому, народному комісару закордонних справ.

Дорогий товариш, 
 подавець цього, містер Локкарт відправляється в Росію з офіційною місією, з точним характером якої я мало знайомий. Я знаю його особисто як повністю чесну людину, яка розуміє наше становище і симпатизує нам. Я вважаю його поїздку в Росію корисною з точки зору наших інтересів … Ваш М. Литвинов.
Сам Литвинов згадував про цей період роботи: «Які були мої стосунки з англійським урядом і англійської громадськістю? У цьому відношенні різко розрізняються два періоди: до і після укладення Брестського миру. До укладення Брестського миру ставлення до мене офіційної та неофіційної Англії було, враховуючи час і обставину, порівняно доброзичливо».
Литвинов зробив спробу ліквідувати в Лондоні старе російське посольство, очолюване К. Д. Набоковим, співробітники якого не визнали Радянської влади і відмовилися працювати з Троцьким. Він направив до Набокова співробітника з листом, вимагаючи передати йому будівлю посольства, але отримав відмову.
Цікаво, що влітку 1918 року М. М. Литвинов мав бути спрямованим офіційним представником СРСР в США, Ленін навіть підписав йому 21.6.1918 відповідну вірчу грамоту РНК, проте США відмовили йому у візі.
6 вересня 1918 р. Литвинова заарештовують у відповідь на арешт у Російській СФРР британського дипломата Локкарта. Провівши 10 днів в Брікстонській в'язниці, Литвинов був звільнений, а через місяць країни організували обмін цих дипломатів.
Після повернення в Росію в листопаді 1918 р. Литвинов був введений до складу колегії Народного комісаріату закордонних справ РСФРР. У грудні 1918 року за вказівкою Леніна він був відряджений у Стокгольм, звідки намагався встановити контакти з представниками Антанти, і на початку 1919 повернувся в Москву. У березні 1919 Литвинов бере участь у переговорах з американським представником Вільямом Буллітом. У листопаді 1919 Литвинов виїхав у Копенгаген, де вів переговори з британським представником О'Греді, які завершилися підписанням британсько-радянської угоди про обмін полоненими 12 лютого 1920. Нарком Чичерін високо оцінював діяльність Литвинова в Копенгагені в 1920 році: «… він є єдиним серйозним політичним контролем над делегацією, і без нього ніякого контролю над нею не буде; взагалі його перебування за кордоном має для нас прямо-таки неоціненне значення, він один дає нам постійну чудово проникливу інформацію про пульс світової політики». Цікаво, що коли на початку 1920 р. Литвинов був включений до складу радянської торгової місії, що направлялася до Великої Британії, він був визнаний «персоною нон грата» (небажаною особою) і в Лондон поїхати не зміг.
З 26 грудня 1920 по 12 вересня 1921 року — в.о. повноважного представника РРФСР в Естонії.
З 10 травня 1921 по 21 липня 1930 року — заступник народного комісара у закордонних справах РРФСР (з липня 1923 року — СРСР) Г. В. Чичеріна. Секретар Політбюро ВКП(б) в 1920-х роках, Б. Г. Бажанов згадував:

Першими питаннями на кожному засіданні Політбюро зазвичай йдуть питання  Наркомінсправ. Зазвичай присутній нарком Чичерін і його заступник Литвинов. …
Чичерін і Литвинов палко ненавидять один одного. Не проходить і місяця, щоб я не дістав «цілком таємно, тільки членам Політбюро» доповідні записки і від одного, і від іншого. Чичерін в цих записках скаржиться, що Литвинов — досконалий хам і невіглас, груба і брудна тварина, допускати яку до дипломатичної роботи є безсумнівною помилкою. Литвинов пише, що Чичерін — педераст, ідіот і маніяк, ненормальний суб'єкт, що працює тільки по ночах, чим дезорганізує роботу наркомату; до цього Литвинов додає мальовничі деталі щодо того, що всю ніч біля дверей кабінету Чичеріна стоїть на сторожі червоноармієць з військ внутрішньої охорони ДПУ, якого начальство підбирає так, що за доброчесність його можна було б не турбуватися. Члени Політбюро читають ці записки, посміхаються, і далі цього справа не йде.

 «Мої стосунки з Литвиновим дійшли до сказу, між тим Політбюро їм дорожить, і мені залишається тільки просити про призначення мене на маленьку роботу в провінції, лише б піти від Литвинова» (З листа Чичеріна до Ворошилова в січні 1928 року).

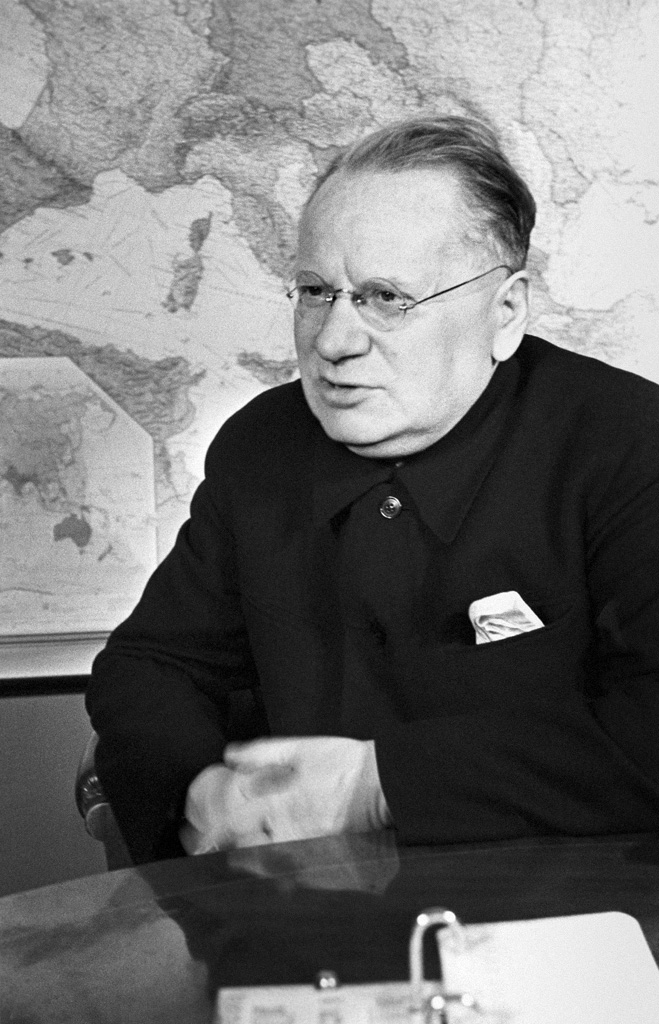

За сумісництвом Литвинов був членом колегії Народного комісаріату робітничо-селянської інспекції СРСР і заступником голови Головного концесійного комітету СРСР. У 1922 році входив до складу радянської делегації на Генуезькій конференції. У грудні 1922 головував на конференції з роззброєння в Москві, куди були запрошені Польща, Литва, Латвія, Естонія та Фінляндія. У 1927—1930 роках був главою радянської делегації підготовчої комісії Ліги Націй з роззброєння.

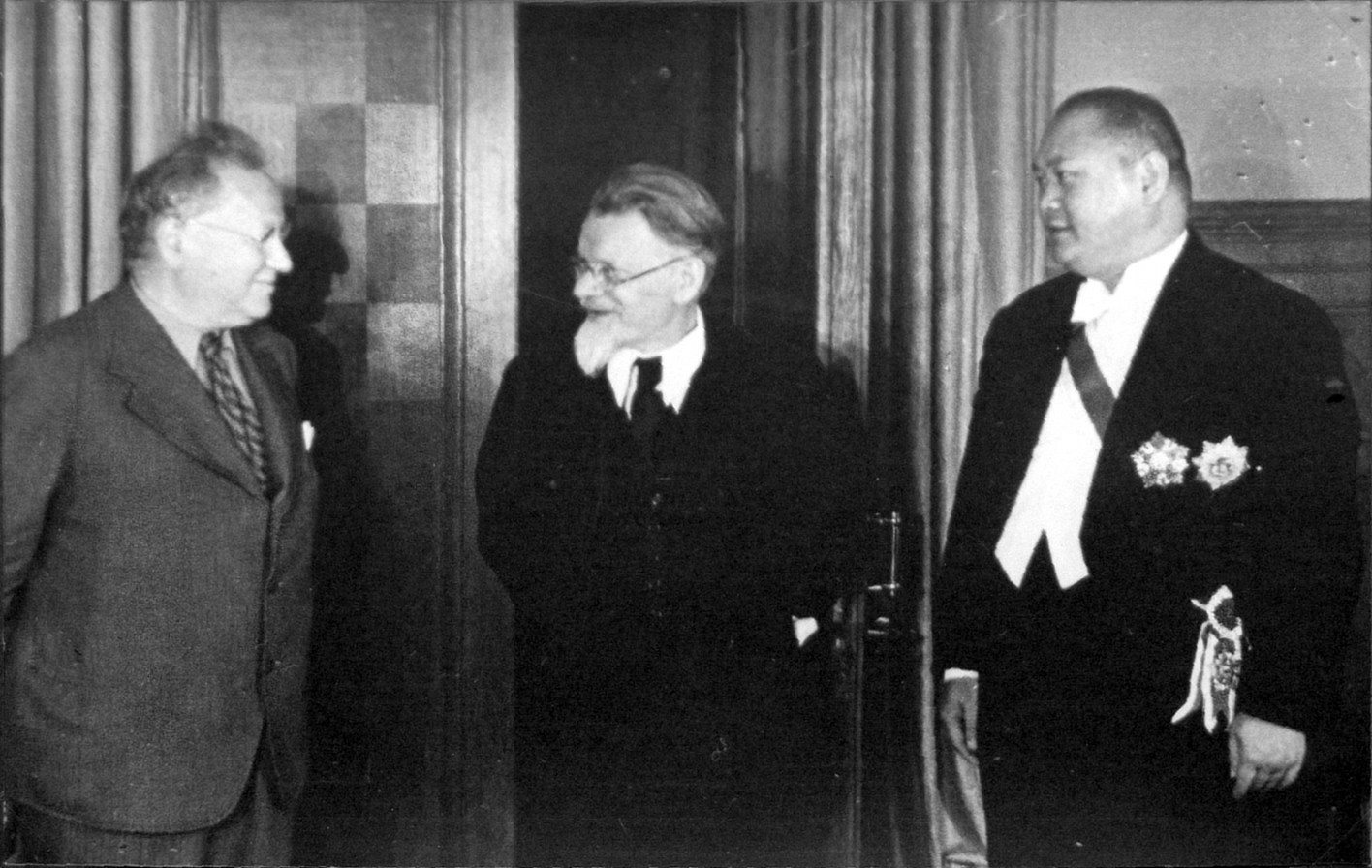
М. М. Литвинов, М. І. Калінін і посол Китайської Республіки в СРСР Янь Цзе (1938)

21 липня 1930 — 3 травня 1939 року — народний комісар закордонних справ СРСР. Очолював радянські делегації на Світовій економічній конференції в Лондоні (1933), в 1936—1938 роках представляв СРСР у Лізі Націй.
З 20 по 27 квітня 1939 в Кремлі відбулася урядова нарада за участю Сталіна, Молотова, Литвинова, Майського, Мерекалова та ін. «Тоді, як зауважив Майський, у відносинах між Сталіним і Молотовим, з одного боку, і Литвиновим з іншого, вже існувала напруженість. У вкрай збудженої атмосфері, в якій Сталін зберігав видимий спокій, <…> Молотов відкрито звинуватив Литвинова в політичному головотяпстві …». 3 травня, після доповіді Сталіну про останні події, пов'язані з британо-франко-радянськими переговорами, відсторонений від посади.
З відставкою у 1939 році припиняє активну політичну діяльність, працює радником Народного комісаріату закордонних справ СРСР. Повернутий до роботи з початком німецько-радянської війни. На бесіді у Сталіна з Гопкінсом 31 липня 1941 року Литвинов виконував функції перекладача.
10 листопада 1941 — 22 серпня 1946 року — заступник наркома закордонних справ СРСР, одночасно 10 листопада 1941 — 22 серпня 1943 року — посол СРСР у США і 17 жовтня 1942 — 27 вересня 1943 року — посланник СРСР на Кубі.
З серпня 1946 року — у відставці, важко хворів.
31 грудня 1951 року переніс черговий інфаркт і помер у Москві. Похований на Новодівочому цвинтарі Москви.

## Сім'я
Жив у фактичному шлюбі з Фрідою Ямпільською — соратницею з комуністичної діяльності, розлучився в 1915 році. У 1916 році одружився з Айві Лоу (англ. Ivy Lowe), з якою мав двох дітей: син Михайло — математик і інженер, альпініст; дочка Тетяна — відома перекладачка.
Його онук, Павло Михайлович Литвинов — активний учасник дисидентського руху в СРСР, учасник «демонстрації сімох» 25 серпня 1968 року на Красній площі в Москві.
Правнук, Дмитро Павлович Литвинов — громадянин США і Швеції, прес-секретар Greenpeace, 29 вересня 2013 був заарештований російською владою на два місяці за звинуваченням у спробі захоплення нафтоплатформи «Прирозломна».

## Нагороди та відзнаки
- Орден Леніна (16.07.1936) — за видатні заслуги в боротьбі за мир на посту керівника радянської дипломатії та в ознаменування 60-річного ювілею.[11]
- Орден Трудового Червоного Прапора